# Skiptvet Kommune
Skiptvet er en landbrugskommune som ligger  i Østfold fylke i Norge, ca. 70 km sydøst for Oslo. Hovedbyen  i Skiptvet hedder Meieribyen og kommunen havde 3.813 indbyggere i 2019.
Kommunen har grænser til Våler i vest, Spydeberg og Askim i nord, Eidsberg og Rakkestad i øst, og Sarpsborg i syd.  Den ligger ved vestsiden af elven Glomma, mellem fossen Vamma i Glomma i nord og nordspidsen af Tunøya i Sarpsborg i syd. Højeste punkt er Jonsrudåsen, 225 moh.
Den var en del af  Viken fylke som blev etableret 1. januar 2020, men opløst fra 1. januar 2024.
Kommunens areal er 101,6 km², hvor 33 km² er landbrugsareal og 42 km² er produktiv skov.

## Personer fra Skiptvet
- Ingjerd Schou (1955-), politiker, regeringsmedlem, voksede op i Skiptvet, født i Sarpsborg